# كارل مور
كارل مور (بالإنجليزية: Karl Moore)‏ (9 نوفمبر 1988 بدبلن في جمهورية أيرلندا - ) هو لاعب كرة قدم أيرلندي في مركز جناح ‏. شارك مع منتخب جمهورية أيرلندا تحت 17 سنة لكرة القدم ومنتخب جمهورية أيرلندا تحت 20 سنة لكرة القدم ومنتخب جمهورية أيرلندا تحت 21 سنة لكرة القدم. أما مع النوادي، فقد لعب مع مانشستر سيتي ونادي بوهيميان ونادي شامروك روفرز ونادي كلية جامعة دبلن ونادي ميلوول ونادي غالواي ‏ وBray Wanderers F.C. ‏ وغالواي يونايتد ‏.

## وصلات خارجية
- كارل مور على موقع قاعدة بيانات كرة القدم.إي يو (الإنجليزية)
- كارل مور على موقع Soccerbase.com (لاعب) (الإنجليزية)